# R509 (Russland)
Die R509 (russisch P509) ist eine 23 Kilometer lange Regionalstraße in Russland und verläuft durch den südlichen Teil des Rajon Krasnosnamensk (Kreis Lasdehnen, 1938–1946 Haselberg) in der Oblast Kaliningrad (Gebiet Königsberg (Preußen)).
Die Straße verbindet die heutige Siedlung Dobrowolsk (frühere Kreisstadt Pillkallen, 1938–1946 Schloßberg) an der R 508 und R 510 mit der R511 und der russisch-litauischen Grenzübergangsstelle Kutusowo (Schirwindt)/Kudirkos Naumiestis (Neustadt-Schirwindt). Vor 1945 säumten zahlreiche kleinere und größere Dörfer die Straße, von denen heute jedoch keines mehr existiert, an die manchmal aber noch Gebäudereste oder Baumpflanzungen erinnern.

## Verlauf der R509 (P509)
(Krasnosnamensk (Lasdehnen, 1938–1946 Haselberg) bzw. Gussew (Gumbinnen)/R 508 sowie Nesterow (Stallupönen, 1938–1946 Ebenrode)/R510 → )
- Dobrowolsk (Pillkallen, 1938–1946 Schloßberg)
- (Schwarpeln, 1938–1946 Schwarpen) [nicht mehr existent]
- (Paulicken) [nicht mehr existent]
- (Willuhnen) [nicht mehr existent]
- Abzweig: R 511 → Krasnosnamensk (Lasdehnen, 1938–1946 Haselberg) über Pobedino (Schillehnen, 1938–1946 Schillfelde)
- (Kailen) [nicht mehr existent]
- (Kusmen, 1938–1946 Kreuzhöhe) [nicht mehr existent]
- (Wöschupöhlen, 1938–1946 Wöschen) [nicht mehr existent]
- (Parschen) [nicht mehr existent]
- Kutusowo (Schirwindt)

(→ Kudirkos Naumiestis (Neustadt-Schirwindt)/Litauen)